# Międzynarodowa Federacja Stowarzyszeń i Instytucji Bibliotekarskich

Logo IFLA

Międzynarodowa Federacja Stowarzyszeń i Instytucji Bibliotekarskich, IFLA (od ang. International Federation of Library Associations and Institutions) – międzynarodowa instytucja reprezentująca interesy bibliotekarzy i pracowników informacji.
IFLA została powołana w Edynburgu w 1927. Liczy obecnie 1700 członków w ponad 150 krajach (w Polsce członkami IFLA są m.in. Stowarzyszenie Bibliotekarzy Polskich i Biblioteka Narodowa). IFLA została zarejestrowana w Holandii w 1971. Biblioteka Królewska, narodowa biblioteka Holandii w Hadze, dostarczyła kierownictwu IFLA niezbędne wyposażenie.
IFLA jest niezależną, międzynarodową, pozarządową organizacją non-profit. Jej główne cele to:
- promowanie wysokiego standardu usług bibliotecznych i informacyjnych
- upowszechnianie rozumienia wartości dobrej biblioteki i serwisu informacyjnego
- reprezentowanie interesów członków na całym świecie.

Członkiem IFLA może być organizacja, stowarzyszenie, instytucja (np. biblioteka) lub indywidualny bibliotekarz czy student. Dwoma głównymi typami członków, którzy posiadają prawo głosu, są członkowie stowarzyszenia i członkowie instytucje.
Problemy wspólne dla bibliotek na całym świecie są przedmiotem podstawowych działań IFLA, określonych przyjętą strategią tej organizacji. Są to:
- ALP (Advancement of Librarianship Programme) – rozwój profesji bibliotekarskiej w krajach rozwiniętych
- FAIFE (Free Access to Information and Freedom of Expression) – dotyczy wolności dostępu do informacji i wolności ekspresji
- CLM (Copyright and Other Legal Matters Committee) – zajmuje się prawem autorskim i innymi sprawami prawnymi
- PAC (Preservation and Conservation) – koncentruje się na inicjatywach związanych z konserwacją i zabezpieczaniem materiałów bibliotecznych.

Każdy oddział ma dyrektora, który odpowiada przed Zarządem Głównym i Komitetem Zawodowym.